# Isabel Wiseler-Lima
Pour les articles homonymes, voir Wiseler, Santos (homonymie) et Lima (homonymie).
Santos Lima est un nom portugais ; le premier nom de famille (d'usage facultatif) est Santos et le second est Lima.
Isabel Wiseler-Lima, née le 29 décembre 1961 à Lisbonne (Portugal), est une professeure et femme politique luxembourgeoise, membre du Parti populaire chrétien-social (CSV).

## Biographie

### Études et formations
Elle fait ses études à l'université Sorbonne-Nouvelle à Paris où elle passe sa maîtrise en lettres modernes en 1984. Elle occupe entre 2013 et 2017 le poste d'attaché à la direction de l'école privée Fieldgen (lb) ainsi que celui de professeure.

### Carrière politique
Elle adhère au Parti populaire chrétien-social en 1985 ; elle devient conseillère communale de la ville de Luxembourg à la suite des élections communales de 2005 puis échevine de cette même commune en 2017.
Elle remporte un siège de député au Parlement européen à la suite des élections européennes de 2019.

### Vie privée
Elle est mariée à Claude Wiseler et est mère de trois enfants (deux fils et une fille),.